# Ривьер, Матильда
Матильда Элен Ривьер (фр. Mathilde Hélène Rivière; род. 18 декабря 1989, Дрё) — французская спортсменка (вольная борьба), призёр чемпионата Европы, участник Олимпийских игр.

## Карьера
Является дочерью тренера по борьбе, хотя в спорт она пришла довольно поздно (около 14-15 лет), занималась вольной борьбой в клубе отца вместе со своей сестрой-близнецом. Первые успехи к ней пришли сразу, так в 2008 году она заняла второе место на нескольких чемпионатах Франции среди юниоров и третье на чемпионате Европы среди юниоров. С 2010 года параллельно спорту работает медсестрой.
После того, как она заняла второе место на чемпионате Франции среди взрослых, она полностью посвятила себя спорту, с 2015 года является членом сборной Франции. В 2016 и в 2017 году она выиграла чемпионат Франции в весовой категории до 55 кг. В мае 2017 года в сербском Нови-Саде, одолев в схватке за третье место россиянку Александру Андрееву, завоевала бронзовую медаль на чемпионате Европы. В августе 2017 года на чемпионате мира в Париже уступила в схватке за бронзовую медаль белоруске Ирине Курочкиной. В 2019 году она завоевала третью золотую медаль на чемпионате страны.
В 2020 году она получила травму спины и не смогла принять участие в международных соревнованиях в течение года. Она вернулась к соревнованиям на в апреле 2021 года на чемпионате Европы в Варшаве и финишировала седьмой, а затем в мае 2021 года в Софии сумела пройти квалификацию на мировом отборочном турнире к Олимпийским играм в Токио, присоединившись к соотечественнице Кумбе Ларрок. В августе 2021 года на Олимпиаде в схватке на стадии 1/8 финала уступила Болдсайханы Хонгорзул из Монголии (5:7), и заняла итоговое 14 место.

## Достижения
- Чемпионат Европы по борьбе 2017 — ;
- Чемпионат мира по борьбе 2017 — 5;
- Олимпийские игры 2020 — 14;